# United States Lines

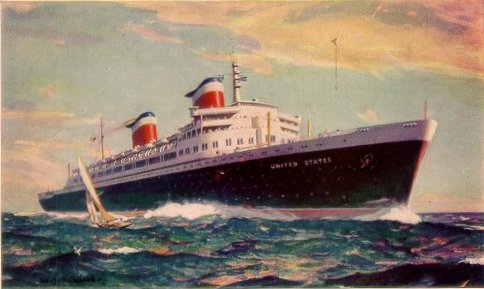
Die United States, das Flaggschiff der Reederei in den 1950er Jahren

Die United States Lines (USL) waren eine US-amerikanische Reederei, die von 1921 bis 1969 einen Transatlantik-Liniendienst betrieb. Das bekannteste Schiff war die United States.

## Geschichte
Die Reederei entstand aus Beständen der gescheiterten United States Mail Steamship Company. Anfänglich fuhren drei Schiffe für die Reederei. Die America und die George Washington waren beides deutsche Passagierschiffe, die nach dem Ersten Weltkrieg als Reparationszahlung an Amerika gegangen waren. Sie fuhren die Strecke New York – Bremerhaven, während das Dritte, die Centennial State, von New York nach London fuhr. Eines der Gründungsmitglieder der Reederei war Kermit Roosevelt, ein Sohn des amerikanischen Präsidenten Theodore Roosevelt. Die Reederei hatte ihren Sitz von 1921 bis 1943 im Gebäude 45 Broadway und von 1943 bis 1978 im Bürohochhaus 1 Broadway in New York City.

## Passagierschiffe
| Schiff              | Baujahr | Beginn des Dienstes bei United States Lines | Vermessung                                         | Werft                     | Bemerkung |
| ------------------- | ------- | ------------------------------------------- | -------------------------------------------------- | ------------------------- | --- |
| America             | 1905    | 1921 bis 1931                               | 22 621 BRT ab 1923: 21 114 BRT ab 1927: 21 329 BRT | Harland & Wolff, Belfast  | frühere Amerika, Hapag |
| George Washington   | 1909    | 1922 bis 1931                               | 25 570 BRT                                         | AG Vulcan, Stettin        | gebaut für Norddeutscher Lloyd |
| President Arthur    | 1900    | 1922 bis 1927                               | 10 911 BRT                                         | AG Vulcan Stettin         | frühere Kiautschou, Hapag, ab 1904 Princess Alice, Norddeutscher Lloyd                                                                |
| President Harding   | 1922    | 1922 bis 1940                               | 14 187 BRT                                         | New York Shipbuilding     | gebaut als Lone Star State, nach der ersten Reise in President Taft umbenannt, nach der zweiten Reise in Präsident Harding umbenannt. |
| Präsident Roosevelt | 1922    | 1922 bis 1941                               | 13 529 BRT                                         | New York Shipbuilding     | gebaut als Peninsula State, in Präsident Pierce umbenannt, kurz darauf in Präsident Roosvelt umbenannt.                               |
| Leviathan           | 1914    | 1923 bis 1937                               | 54 282 BRT                                         | Blohm & Voss, Hamburg     | frühere Vaterland, Hapag |
| Republic            | 1907    | 1924 bis 1931                               | 17 910 BRT                                         | Harland & Wolff, Belfast  | frühere President Grant, Hapag |
| Manhattan           | 1932    | 1932 bis 1941                               | 22 559 BRT                                         | New York Shipbuilding     | gebaut für United States Lines |
| Washington          | 1933    | 1933 bis 1941                               | 24 289 BRT                                         | New York Shipbuilding     | gebaut für United States Lines |
| America             | 1940    | 1940 bis 1941 1946 bis 1964                 | 26 454 BRT                                         | Newport News Shipbuilding | gebaut für United States Lines |
| Marine Flasher      | 1945    | 1946 bis 1949                               | 12 420 BRT                                         | Kaiser Shipyards          | 1945 als Truppentransporter in Dienst, 1949 aufgelegt, 1966 Umbau zum Containerschiff, 1988 nach Strandung abgewrackt;                |
| United States       | 1952    | 1952 bis 1969                               | 53 329 BRT                                         | Newport News Shipbuilding | gebaut für United States Lines |